# Akebia
Akebia is een geslacht van klimplanten, uit de familie Lardizabalaceae. De wetenschappelijke naam is een latinisering van de Japanse naam voor de soort Akebia quinata: akebi (通 草). Het geslacht komt voor in Oost-Azië in China, Japan, Korea en Taiwan

## Gebruik
A. quinata en A. trifoliata dragen beide eetbare vruchten met zoet wit vlees. De smaak varieert sterk tussen de verschillende soorten, zelfs binnen dezelfde soort. Sommige exemplaren kunnen een complex smaakprofiel vertonen dat lijkt op een mengsel van banaan, passievrucht en lychee, terwijl anderen mild of zelfs smakeloos zijn. Naast het gebruik van de vruchten worden de bladeren gebruikt voor het maken van kruidenthee en de houtige ranken voor het vlechten van manden.

## Soorten
Het geslacht omvat zes soorten:
- Akebia apetala (Quan Xia, J. Z. Sun & Z. X. Peng) Christenh.
- Akebia chingshuiensis T. Shimizu
- Akebia longeracemosa Matsumura
- Akebia longisepala  (H. N. Qin) Christenh.
- Akebia quinata (Houttuyn) Decaisne - klimaugurk
- Akebia trifoliata (Thunb.) Koidzumi
  - Akebia trifoliata subsp. australis (Diels) Shimizu 
  - Akebia trifoliata subsp. trifoliata  (Thunb.) Koidz.
  - Akebia trifoliata var. litoralis Konta & Katsuy.

## Afbeeldingen

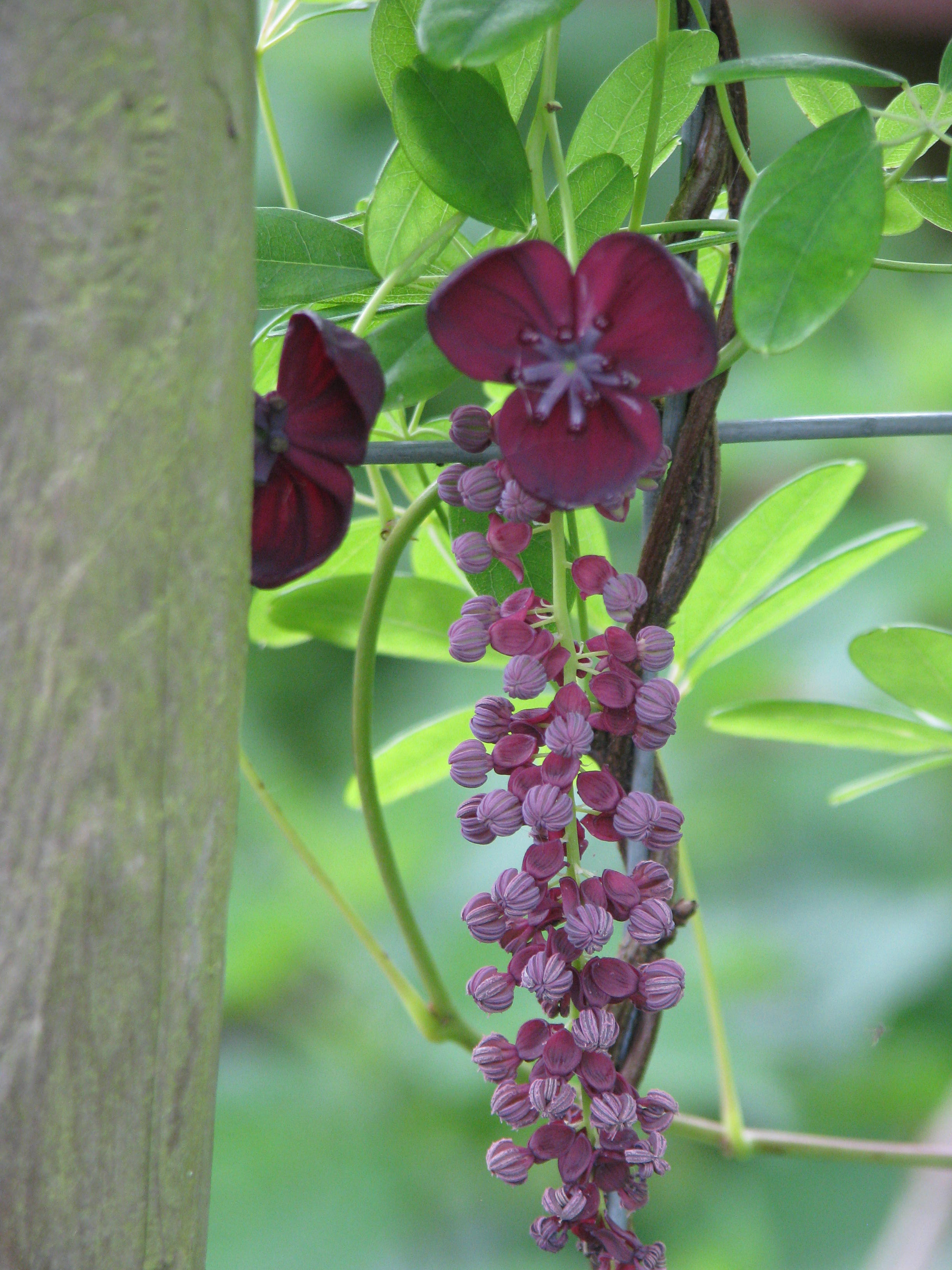
Bloemen van Akebia longeracemosa
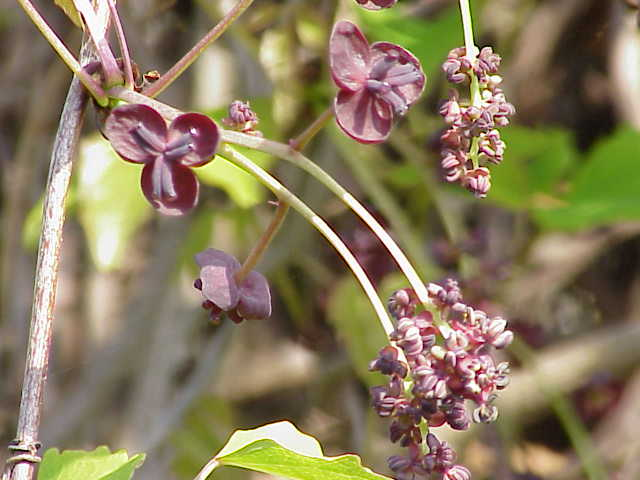
Bloemen van Akebia trifoliata
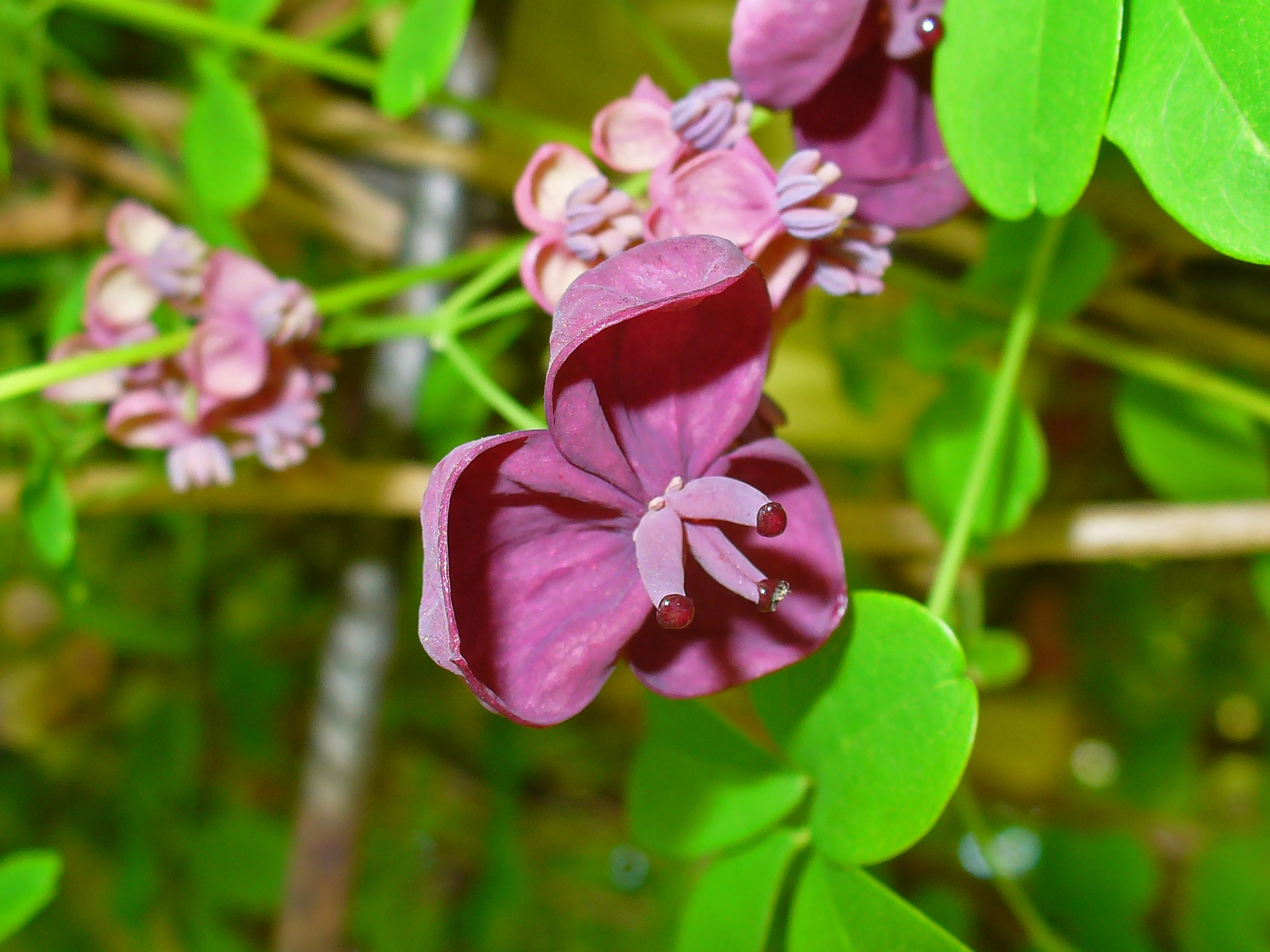
Bloem van Akebia quinata
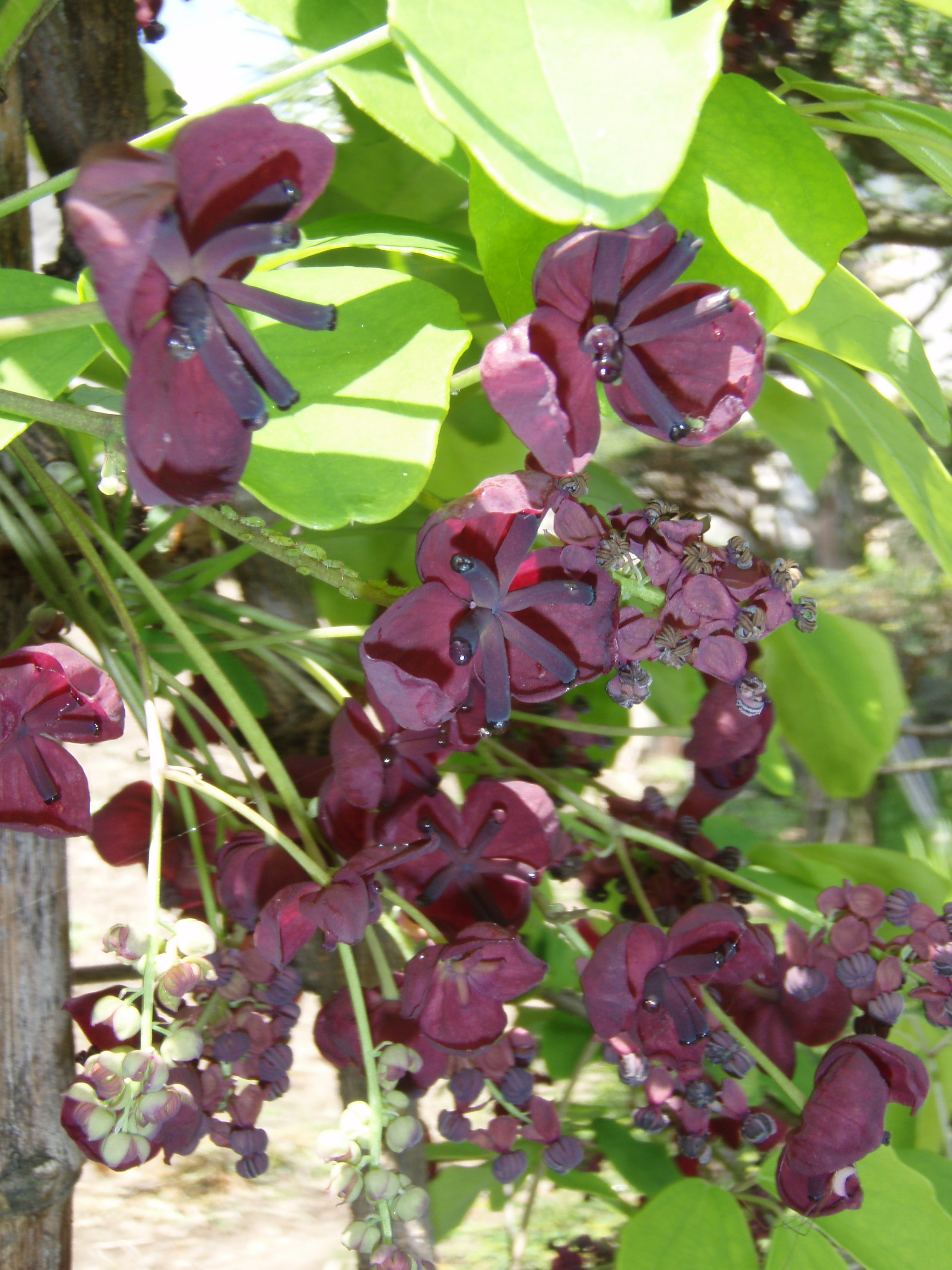
Vrouwelijke (groot) en mannelijke (klein) bloemen van Akebia quinata
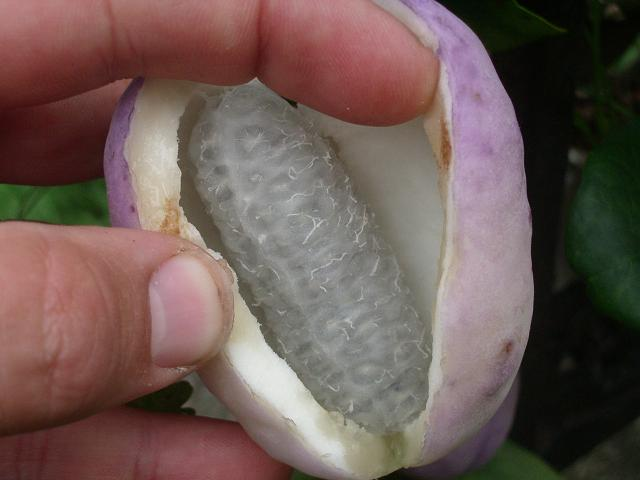
Rijpe vrucht van Akebia trifoliata
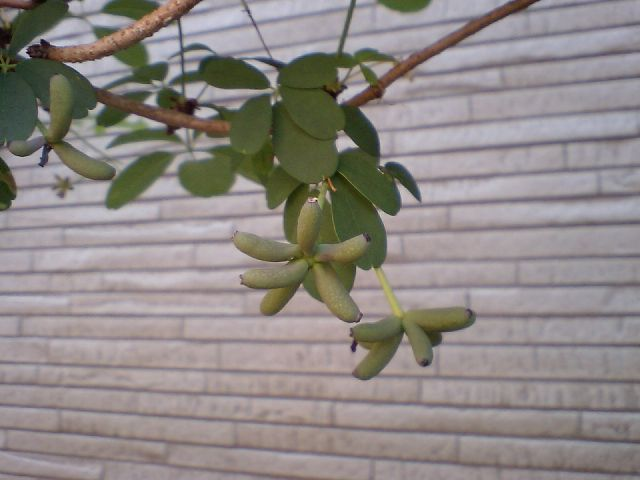
Onrijpe vruchten van Akebia quinata